# Alemania en los Juegos Olímpicos de Londres 1908
Alemania estuvo representada en los Juegos Olímpicos de Londres 1908 por un total de 82 deportistas que compitieron en 12 deportes.  
El portador de la bandera en la ceremonia de apertura fue el gimnasta Wilhelm Kaufmann.

## Medallistas
El equipo olímpico alemán obtuvo las siguientes medallas:
| Nombre                                               | Deporte            | Competición             |
| ---------------------------------------------------- | ------------------ | ----------------------- |
| Oro                                                  |                    |                         |
| Arno Bieberstein                                     | Natación           | 100 m espalda M         |
| Anna Hübler Heinrich Burger                          | Patinaje artístico | Parejas                 |
| Albert Zürner                                        | Saltos             | Trampolín 3 m M         |
| Plata                                                |                    |                         |
| Hanns Braun Hans Eicke Arthur Hoffmann Otto Trieloff | Atletismo          | Relevo combinado M      |
| Max Götze Rudolf Katzer Hermann Martens Karl Neumer  | Ciclismo en pista  | Persecución por eqs. M  |
| Elsa Rendschmidt                                     | Patinaje artístico | Individual F            |
| Kurt Behrens                                         | Saltos             | Trampolín 3 m M         |
| Otto Froitzheim                                      | Tenis              | Individual M            |
| Bronce                                               |                    |                         |
| Hanns Braun                                          | Atletismo          | 800 m M                 |
| Karl Neumer                                          | Ciclismo en pista  | 660 yardas M            |
| Bernhard von Gaza                                    | Remo               | Scull ind. (M1x) M      |
| Willy Düskow Martin Stahnke                          | Remo               | Dos sin timonel (M2-) M |
| Gottlob Walz                                         | Saltos             | Trampolín 3 m M         |